# 't Hoekje (Baarn)
't Hoekje aan de Eemnesserweg 83a is een gemeentelijk monument in Baarn in de provincie Utrecht.
De villa op de hoek van de Eemnesserweg en de Molenweg is in 1916 door architect C.J. Cruijff gebouwd voor J.P. Bladergroen.
Opvallend is de afwisseling van bepleistering op de verdieping en metselwerk op de begane grond. In de topgevel zijn gemetselde stenen aangebracht die niet zijn bepleisterd.